# Anton Sagadejew
Anton Olegowitsch Sagadejew (kasachisch Антон Олегович Сагадеев; * 6. September 1993 in Temirtau) ist ein kasachischer Eishockeyspieler, der seit 2022 erneut bei Barys Astana in der Kontinentalen Hockey-Liga unter Vertrag steht.

## Karriere
Anton Sagadejew begann seine Karriere als Eishockeyspieler im System von Barys Astana, für dessen zweite Mannschaft – später Nomad Astana genannt – er in der Saison 2009/10 sein Debüt in der Kasachischen Eishockeymeisterschaft gab. Ab 2011 wurde er auch von Sneschnyje Barsy Astana, der Juniorenmannschaft aus der Molodjoschnaja Chokkeinaja Liga, eingesetzt. Nachdem er zunächst den Sprung in das KHL-Team von Barys nicht geschafft hatte, wechselte er 2015 für zwei Jahre zum HK Saryarka Karaganda in die Wysschaja Hockey-Liga. Seine ersten KHL-Spiele absolvierte er in der Spielzeit 2017/18. Nachdem er die Spielzeit 2021/22 beim Ligakonkurrenten Lokomotive Jaroslawl verbracht hatte, kehrte er nach Astana zurück.

### International
Für Kasachstan nahm Sagadejew im Juniorenbereich zunächst an der Division I der U18-Weltmeisterschaften 2010 und 2011, als er zum besten Spieler seiner Mannschaft gewählt wurde, teil. Mit der kasachischen U20-Auswahl spielte er in der Division I bei den U20-Weltmeisterschaften 2012 und 2013. Mit der kasachischen Studentenauswahl nahm er an der Winter-Universiade 2017 im eigenen Land teil und erreichte das Finale, das gegen die russischen Studenten verloren wurde.
Im Seniorenbereich stand er im Aufgebot seines Landes bei den Weltmeisterschaften der Division I 2017, 2018 und 2019, als der Aufstieg in die Top-Division gelang, der aber wegen der weltweiten Covid-19-Pandemie erst 2021 wahrgenommen werden konnte. Bei der Weltmeisterschaft 2021, spielte er erstmals in der Top-Division und erreichte mit dem zehnten Platz das bisher beste Ergebnis der kasachischen Geschichte. Auch 2022 spielte er in der Top-Division. Darüber hinaus lief er für Kasachstan bei den Winter-Asienspielen 2017 im japanischen Sapporo, die er mit seiner Mannschaft gewinnen konnte, auf.
Zudem vertrat er seine Farben beim Qualifikationsturnier zu den Olympischen Winterspielen 2022 in Peking.

## Erfolge und Auszeichnungen
- 2017 Goldmedaille bei den Winter-Asienspielen
- 2017 Silbermedaille bei der Winter-Universiade
- 2019 Aufstieg in die Top-Division bei der Weltmeisterschaft der Division I, Gruppe A

## KHL-Statistik
(Stand: Ende der Saison 2021/22)